# 인베이젼 (2007년 영화)
《인베이젼》(영어: The Invasion)은 2007년 공개된 미국의 SF 공포 영화이다.
잭 피니가 1955년에 발표한 소설 "The Body Snatchers"를 《신체 강탈자의 침입》(1956), 《우주의 침입자》(1978), 《보디 에일리언》(1993)에 이어 네 번째로 영화화하였다. 감독 올리버 히르슈비겔의 할리우드 데뷔작이자 데이비드 커재닉의 영화 각본가 데뷔작이다.
최초 완성본을 탐탁치 않게 여긴 제작사의 요구로 더 워차우스키스가 추가 대본을 쓰고 제임스 맥티그가 일부 장면을 재촬영했다.
《우주의 침입자》(1978)에 출연했던 버로니카 카트라이트가 남편이 진짜 자기 남편이 아니라고 주장하는 환자 역으로 나온다.

## 줄거리
우주왕복선 페이트리엇이 지구로 추락하면서 지능을 갖춘 균류와 같은 외계 생명체가 미국 전역에 퍼지고, 이들이 렘수면 중에 인간의 뇌를 장악한다는 게 밝혀진다.
첫 감염자인 질병통제예방센터(CDC) 센터장 터커 코프먼은 포자가 비이성, 감정을 제거해 범죄와 전쟁이 없는, 보다 나은 세상을 도래하게 할 거라는 확신으로 포자를 독감 백신으로 속여 이를 전국에 퍼트리려 한다. 터커는 심지어 전처인 정신과 의사 캐럴 베넬에게도 침을 뱉어 전염을 시도한다. 하지만 캐럴은 친구인 과학자 벤 드리스콜과 그의 동료인 생물학자 스티븐 갤리아노와 협력해 반격을 시도한다.
캐럴은 급성 파종성 뇌척수염(ADEM)을 앓은 본인 아들 올리버처럼 뇌질환을 겪은 사람에겐 포자가 효과가 없으며 올리버에게 치료의 열쇠가 있다는 걸 깨닫고 백신을 개발하고 인류에게 접종해 1년 안에 외계 생명체를 박멸하게 된다. 인류는 다시 감정과 폭력이 넘치는 문명 생활을 이어나간다.

## 출연
- 니콜 키드먼 - 캐럴 베넬 의사 역
- 대니얼 크레이그 - 벤 드리스콜 박사 역
- 제러미 노섬 - 터커 코프먼 역
- 잭슨 본드 - 올리버 역
- 제프리 라이트 - 스티븐 갤리아노 박사 역
- 버로니카 카트라이트 - 웬디 렝크 역
- 조지프 서머 - 헨리크 벨리체츠 박사 역
- 실리아 웨스턴 - 루드밀라 벨리체츠 박사 역
- 로저 리스 - 요리시 카고나비치 역
- 에릭 벤저민 - 진 역
- 수전 플로이드 - 팸 역
- 스테퍼니 베리 - 칼리 역
- 애덤 러페브러 - 리처드 렝크 역
- 조애나 멀린 - 조앤 코프먼 역
- 말린 오케르만 - 오텀 역 (크레디트 미기재)
- 제프 윈콧 - 교통 경찰 역

## 기타 제작진
- 협력 제작: 데이비드 갬비노
- 배역: 로나 크레스
- 미술: 잭 피스크
- 의상: 재클린 웨스트
- 타이틀 디자인: 이동호